# Servei Aeri de l'Exèrcit de Nepal
El Servei Aeri de l'Exèrcit del Nepal és una branca de les Forces Armades del Nepal. Encara que Nepal no té una força aèria fixa, posseeix diversos avions dins del seu exèrcit, també conegut com l'Ala d'Aire de l'Exèrcit de Nepal. Es va formar el 1960, però es va convertir en una unitat de força aèria el 1979, sent avui dia una part de l'exèrcit. Té capacitats limitades de combat, ja que només uns pocs helicòpters poden ser armats. L'objectiu principal d'aquest element de vol és el transport, l'ús de paracaigudistes i assistència en cas d'una emergència (per exemple, desastres naturals). A part que la 11.ª Brigada del país ha establert un vol VIP de l'aeroport de Tribhuvan, majoritàriament els avions estan estacionats a Katmandú, Surkhet i Dipayal.
De 1996 a 2006, el país va entaular una guerra civil contra els rebels maoistes que s'esforçaven per enderrocar la monarquia constitucional i establir una república. Els seus atacs van augmentar des de la massacre de la Família Reial el 2001. Aquest desenvolupament va portar a la necessitat d'helicòpters armats. Diversos tipus d'avions han entrat en servei com MI-17s, M28 Skytruck, HAL Lancer i HAL Dhruv. El Regne Unit ha lliurat dos Britten-Norman Islanders i dues MI-17 sense cap càrrec. Xina va decidir subministrar un MA-60 (un derivat del I-7). Nepal també ha comprat helicòpters HAL Cheetah i HAL Chetak. Al novembre de 2014, l'Índia va donar un HAL Dhruv com a part d'un pacte estratègic. No obstant això, la Força Aèria no disposa d'un nombre suficient de unitats.

## Escola de pilots
El Servei Aeri de l'Exèrcit del Nepal té la seva escola d'entrenament de pilots i pilots d'helicòpter des de 2004 dins de la Brigada Nº 11. És l'única escola d'entrenament de pilots d'helicòpter al Nepal.
Juntament amb els pilots del servei aeri de l'exèrcit, l'escola també educa pilots civils. L'escola proveeix entrenament amb l'ús d'helicòpters Mil Mi-8, Bell i Ecureuil.